# Last Friday Night (T.G.I.F.)
"Last Friday Night (T.G.I.F.)"는 미국의 가수 케이티 페리의 노래이다. 이 노래는 케이티 페리의 정규 앨범 Teenage Dream의 다섯 번째 싱글로, 빌보드 핫 100에서 1위를 하며 한 앨범에서 다섯 장의 싱글이 1위를 하는 대기록을 세우게된다. 이 기록은 마이클 잭슨의 Bad 이후 20여년만이고, 여성 아티스트로서는 최초의 기록이다.

## 곡 목록
- Promotional CD single[1]

1. "Last Friday Night (T.G.I.F.) (Album Version)" – 3:52
2. "Last Friday Night (T.G.I.F.) (Instrumental)" – 3:48

- Promotional CD single – Remixes – (Version 2)[1]

1. "Last Friday Night (T.G.I.F.) (Sidney Samson Dub)" – 6:04
2. "Last Friday Night (T.G.I.F.) (Sidney Samson Club Mix)" – 6:19
3. "Last Friday Night (T.G.I.F.) (Sidney Samson Extended Edit)" – 4:12

- Digital download – remix single[2]

1. "Last Friday Night (T.G.I.F.)" (featuring Missy Elliott) – 3:58

## 차트
| 차트 (2011–12)                        | 최고 순위 |
| ------------------------------------- | --------- |
| 오스트레일리아                        | 5         |
| 캐나다 (캐나디안 핫 100)              | 1         |
| 이탈리아 (FIMI)                       | 9         |
| 폴란드 (에어플레이 차트)              | 5         |
| 폴란드 (비디오 차트)                  | 1         |
| 루마니아 (루마니아 탑 100)            | 56        |
| 한국(가온 차트) (International Chart) | 7         |
| 미국 빌보드 200                       | 1         |
| 미국 빌보드 어덜트 컨템포러리         | 17        |
| 미국 빌보드 어덜트 팝송               | 1         |
| 미국 빌보드 핫 댄스 클럽 플레이       | 1         |
| 미국 빌보드 라틴 송                   | 23        |
| 미국 빌보드 팝송                      | 1         |
| 베네수엘라 (레코드 리포츠) 팝/록      | 1         |

## 같이 보기
- 2011년 빌보드 핫 100 차트 1위 목록